# Борро, Аллесандро дель
Алессандро дель Борро (итал.Alessandro dal Borro; 22 апреля 1600, Ареццо, Тоскана – 2 октября 1650, Корфу) — тосканский военачальник, фельдмаршал на службе Священной Римской империи, участник Тридцатилетней войны. Военный инженер.

## Биография
Представитель древней семьи Борро, изучал математику и механику в университете Флоренции. Затем принял участие в Тридцатилетней войне и, вернувшись из Германии, служил в подчинении Пикколомини в звании капитана. По мере того как его слава росла, император отправил его на укрепления Нассау, Гольштейна и Вены.
В 1630 г., состоя на германской службе, укрепил несколько городов и усовершенствовал крепость Вену. В последующие годы заведывал инженерными работами при осаде Штеттина и Регенсбурга, а во время боя при Нёрдлингене построил укрепления у Гессельберга, о которые разбились шведские войска; участвовал в обороне Праги против саксонцев. Был затем руководителем австрийского инженерного корпуса, но после Вестфальского мира оставил службу в Австрии.
Участвовал в сражениях при Лютцене и Битве при Нёрдлингене, был пожалован двумя баронствами и возведён в чешское дворянство, принял участие в осаде Регенсбурга, который заставил сдаться, благодаря своим изобретениям военных машин.
Из-за политических споров дель Борро был отозван во Флоренцию великим герцогом Тосканским Фердинандо II,  который поручил ему командование армией. Алессандро энергично штурмовал крепости Читта-делла-Пьеве и Кастильон-дель-Лаго, разгромил Барберини у Монджовино и взял в плен генерала Марру со всем его генеральным штабом.
Былк возведён в достоинства маркиза, ополучил несколько вотчин. Через два года в звании фельдмаршала короля Испании несколько раз разгромил армию французов. Во время войны с турками принял командование над венецианскими войсками, быстро их реорганизовал, разбил турок при Дарданеллах и отвоевал Эгину, Лемнос и Тенедос.
Чтобы вернуться в Венецию, взял только один корабль, который возле Корфу подвергся нападению 
сарацинских судов, и в ходе сражения был смертельно ранен.
Умер в 1656 году от ран, полученных во время боя с берберийскими пиратами.